# محمد تراوري (لاعب كرة قدم)
محمد تراوري (بالفرنسية: Mohamed Traoré)‏ (17 مايو 1993 بكوناكري في غينيا - ) هو لاعب كرة قدم غيني في مركز الهجوم. لعب مع زبرويوفكا برنو وSK Líšeň ‏ وFCM Aubervilliers ‏.

## وصلات خارجية
- محمد تراوري على موقع قاعدة بيانات كرة القدم.إي يو (الإنجليزية)